# Joan Vilar i Costa
Joan Vilar i Costa (Manresa, 1889 - Tolosa de Llenguadoc, 1962) fou un eclesiàstic i escriptor. Ingressà a la Companyia de Jesús i fou bibliotecari de l'Institut Bíblic Pontifici de Roma. Deixà la Companyia i s'integrà al clergat diocesà.
Durant la Guerra Civil fou funcionari destacat del Comissariat de Propaganda de la Generalitat. Publicà, només amb les inicials, Montserrat el 1938, una rèplica, amb bons arguments bíblics i patrístics, a la Carta colectiva de los obispos españoles a los obispos de todo el mundo con motivo de la guerra en España.
A l'exili exercí un apostolat popular. S'esmerçà a evangelitzar els miners de la regió de Tolosa. Publicà Als Catalans (1944) on propugnava unes eleccions i un debat per a la futura reconstrucció nacional catalana. Aquesta publicació fou un antecedent breu de Lletres Catalanes 1946, ampli programa de la reorganització de Catalunya i de l'Església catalana, que signà amb el pseudònim Jordi de Montserrat.